# Municipalité de Strathfield
La municipalité de Strathfield (en anglais : Municipality of Strathfield) est une zone d'administration locale située dans l'agglomération de Sydney, dans l'État de Nouvelle-Galles du Sud, en Australie.

## Géographie
La municipalité s'étend sur 14,1 km2 à l'ouest du centre-ville de Sydney. 

### Quartiers
- Belfield (partagé avec Canterbury-Bankstown)
- Flemington
- Greenacre (partagé avec Canterbury-Bankstown)
- Homebush
- Homebush West (partagé avec Cumberland)
- Strathfield (partagé avec Canada Bay et Burwood)
- Strathfield Sud

## Démographie
| 2001   | 2006   | 2011   | 2016   | 2021   |
| ------ | ------ | ------ | ------ | ------ |
| 27 777 | 31 983 | 35 188 | 40 312 | 45 593 |

## Histoire
La municipalité est créée le 2 juin 1885 et regroupe les localités de Redmire, Druitt Town et Homebush. Redmire est alors rebaptisée Strathfield et Druitt Town prend le nom de Strathfield Sud dans les années 1890.
En 1947, Homebush fusionne avec Strathfield et en 1992, un échange de territoire est effectué avec Auburn. 
En 2015, le gouvernement de Nouvelle-Galles du Sud propose de fusionner Strathfield avec les municipalités de Burwood et Canada Bay pour former une nouvelle zone d'administration locale. En mai 2016, le conseil de Strathfield rejette le projet et dépose un recours devant une cour de justice qui relève des vices juridiques dans le processus, ce qui entraîne sa suspension.

## Politique et administration

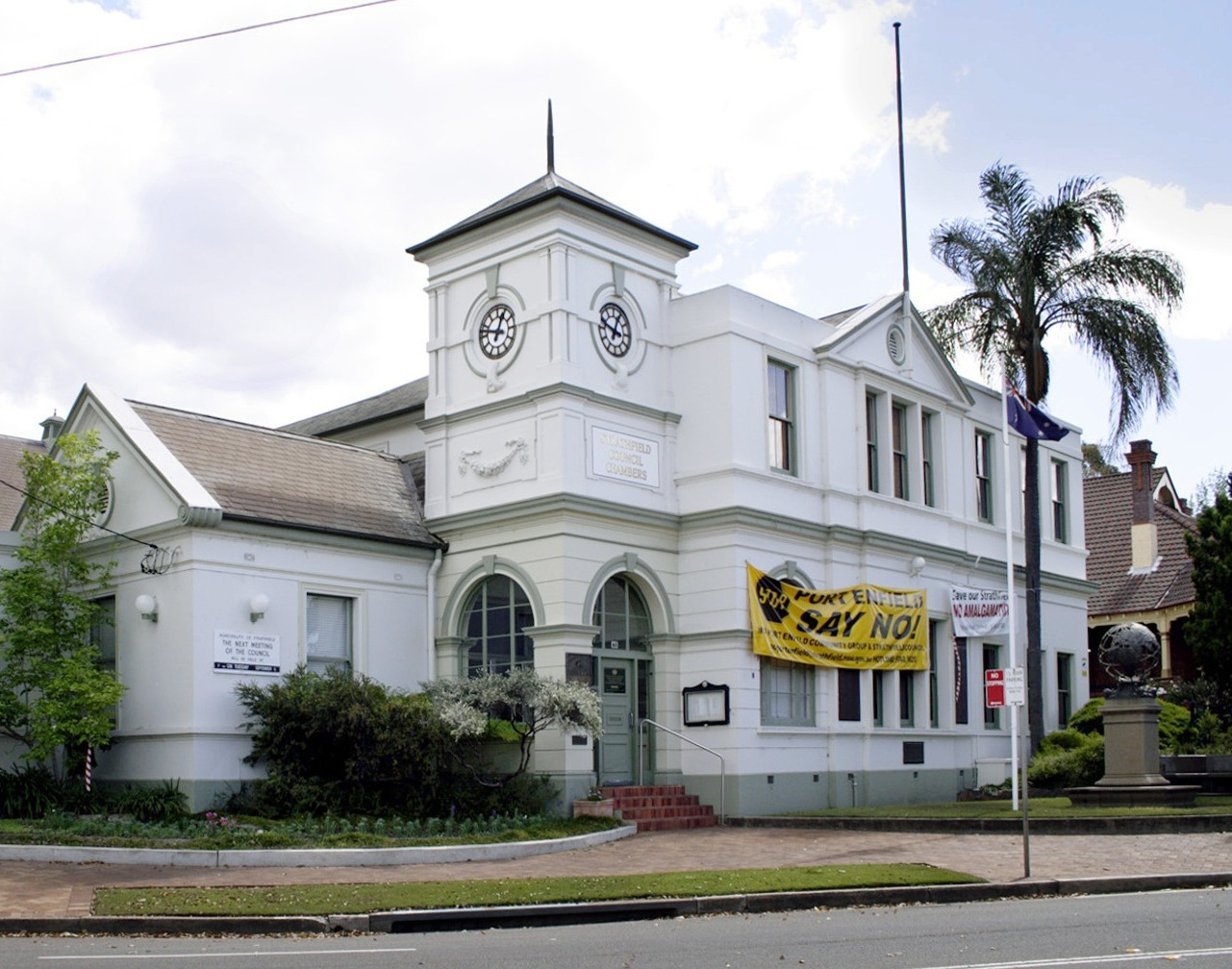
L'hôtel de ville.

Le conseil municipal comprend sept membres élus pour un mandat de quatre ans, qui à leur tour élisent le maire et son adjoint pour deux ans. À la suite des élections du 4 décembre 2021, les travaillistes détiennent 3 sièges et les indépendants 4 sièges.

### Liste des maires
| Période         | Période        | Identité           | Étiquette    | Qualité |
| --------------- | -------------- | ------------------ | ------------ | ------- |
| septembre 2019  | septembre 2021 | Antoine Doueihi    | Libéral      |         |
| septembre 2019  | septembre 2021 | Stephanie Kokkolis | Libérale     |         |
| 12 janvier 2022 | 2 mars 2023    | Matthew Blackmore  | Indépendant  |         |
| 2 mars 2023     | en cours       | Karen Pensabene    | Travailliste |         |

La zone est rattachée aux circonscriptions de Reid et Watson pour les élections fédérales et à celles de Bankstown, Drummoyne et Strathfield pour les élections à l'Assemblée législative de Nouvelle-Galles du Sud.